# Orrin Upshaw
Orrin Upshaw, född 23 juli 1874 i WaKeeney, Kansas, död 15 augusti 1937 i Saint Louis, Missouri, var en amerikansk idrottare som deltog i Sommar-OS 1904.
I OS 1904 tog han silver i dragkamp i laget Southwest Turnverein of Saint Louis No. 1.